# Lammassaari (ö i Norra Karelen, Pielisen Karjala)
Lammassaari eller Verkkosaari är en ö i Finland. Den ligger i sjön Mäntyjärvi och i kommunen Lieksa i den ekonomiska regionen  Pielinen-Karelen  och landskapet Norra Karelen, i den östra delen av landet, 400 km nordost om huvudstaden Helsingfors. Öns area är 0,3 hektar och dess största längd är 90 meter i öst-västlig riktning.